# Stefansson Strait
Die Stefansson Strait (im Vereinigten Königreich Stefansson Sound) ist eine eisgefüllte Meerenge zwischen der Wilkins-Küste des Palmerlands und der Hearst-Insel im Weddell-Meer.
Sie wurde erstmals von Hubert Wilkins bei einem Überflug am 20. Dezember 1928 gesichtet. Wilkins benannte sie nach dem kanadischen Polarforscher Vilhjálmur Stefánsson im Glauben, die Meerenge trenne die Antarktische Halbinsel von der übrigen Landmasse Antarktikas. Ihre tatsächliche Ausrichtung ergaben 1940 Vermessungsarbeiten bei der United States Antarctic Service Expedition (1939–1941) zu Land und per Flugzeug.